# Вацлав Івановський
Вацлав Івановський (псевдоніми: Вацюк Тройца, Браты Далецкія; 7 червня (25 травня) 1880, Білорусь — фольв. Лебідка, тепер в межах с. Галавічполе, Щучинський район, Білорусь — 7 грудня 1943, Мінськ, Білорусь) — білоруський політичний і громадський діяч, доктор технічних наук.

## Біографічні відомості

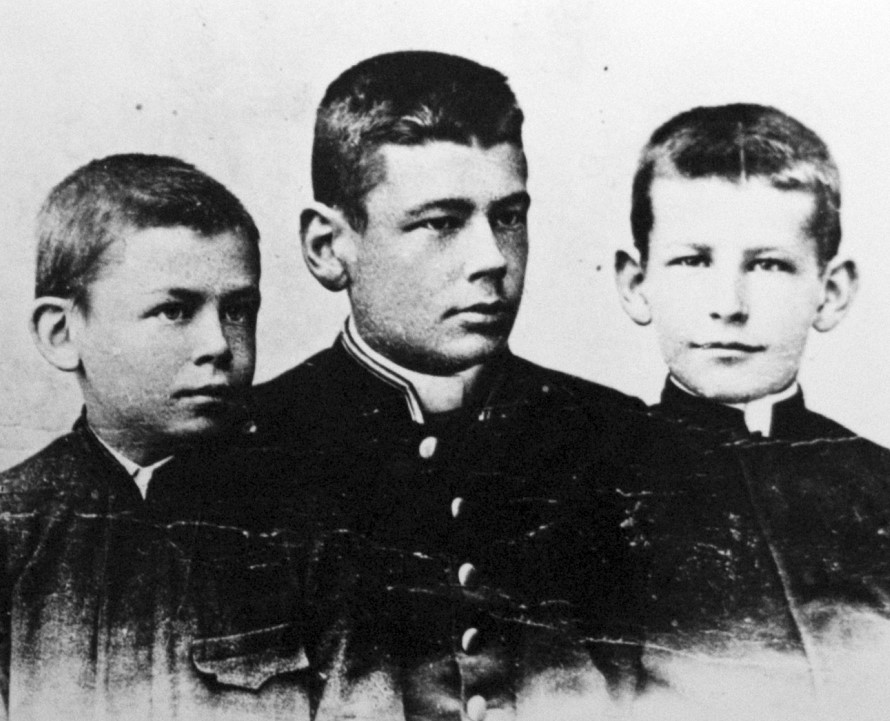
Брати Тадас, Юрій і Вацлав Іванівські

Вацлав Івановський народився в сім'ї Леонардо Івановського, власника фільварку Лебідка Лідського повіту Віленської губернії. Закінчив у 1904 Санкт-Петербурзький технологічний інститут. З 1904 по 1913 займався науковою та викладацькою роботою в Санкт-Петербурзі. Засновник Білоруської революційної партії (1902). Після її розколу в 1903 очолив Коло білоруської народної освіти і культури. Займався видавничою діяльністю, уклав першу абетку сучасної білоруської мови. На початку 1906 створив і перше білоруське видавництво в Петербурзі — громаду «Загляне сонце і в наше віконце». Одночасно співпрацював з газетою «Наша доля» і «Наша нива» (псевдонім Вацюк Тройца).
У 1913—1915 Вацлав Івановський жив у Вільнюсі, працював у Вільнюському товаристві сільського господарства, керував Білоруським видавничим товариством, сприяв заснуванню білоруського книжкового магазину Вацлава Ластовського. Входив до кола тих діячів білоруського національно-демократичного руху, які включилися до складу ліберально-демократичної течії руху краєвців.
У березні-вересні 1915 — голова Білоруського товариства допомоги постраждалим від війни. В кінці 1915 відійшов від політичної діяльності. В Білоруський національний комітет під головуванням Романа Скірмунта обраний заочно. Після Жовтневого перевороту включився в політичну діяльність, брав участь у Першому Загальнобілоруському конгресі в Мінську.
У 1918 Вацлав Івановський став міністром освіти в уряді Білоруської Народної Республіки (БНР), який очолював Антон Луцкевич. У грудні 1918, після відступу німецьких військ, залишився в Мінську разом з Язепом Льосіком, Аляксандром Уласавим і деякими іншими членами Ради БНР.
У травні 1919 заарештований більшовиками і інтернований до Смоленська.
Після звільнення відмовився виїхати до Польщі, повернувся до Мінська, де працював завідувачем літературно-видавничого відділу Мінського губернського комісаріату освіти.
Восени 1919, переконавшись у хибності орієнтації на РСФСР, Івановський почав співпрацювати з польською адміністрацією, увійшов до Тимчасового білоруського національного комітету в Мінську. У лютому-березні 1920 як уповноважений Найвищої Ради БНР брав участь в білорусько-польських перемовинах, виступав за створення федерації Польщі та Білорусі. Одночасно займався розширенням мережі білоруських шкіл на Мінщині, керував Білоруським державним педагогічним університетом ім. Максима Танка, організував випуск літературного тижневика «Рунь». У жовтні 1920 став директором департаменту торгівлі в уряді Серединної Литви.

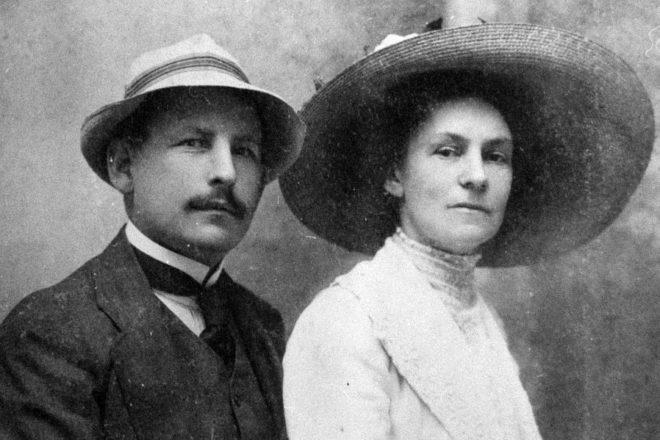
Вацлав Івановський з першою дружиною Сабіною з Ячиновських

Поділ Білорусі в результаті Ризького мирного договору позбавив Івановського надії на здійснення ідеї білоруської державності. Він відмовився від політичної діяльності і повернувся до наукової роботи. У 1922–1939 обіймав посаду професора Варшавського політехнічного інституту. Після підкорення Польщі нацистською Німеччиною, восени 1939 Івановський знову опинився у Вільнюсі, викладав в університеті.
У перші місяці анексії Білорусі німцями Івановський керував відновленим Білоруським національним комітетом у Вільнюсі. В 1942 був призначений німцями на посаду бургомістра Мінська. За словами Юрія Туронка, Вацлав Івановський, перш ніж виїхати з Вільнюса, доручив своїй доньці Анні вивезти з міста в Лебідки двох жінок єврейського походження — Емму Альтберг і її сестру Марію Арнольд. Дружина і дочка Іванівського тому отримали звання «Праведник народів світу» в 2001 році.
В 1943 був головою Білоруської ради довіри при генеральному комісарі Білорусі Вільгельмі Кубе, одночасно був заступником голови Білоруського наукового товариства, з 30 червня 1943 очолював Білоруську народну самодопомогу. Підтримував зв'язок з представниками Армії Крайової.
Загинув у результаті терористичного замаху. Похований на мінських Кальварійському цвинтарі.

## Загибель
6 грудня 1943 Вацлав Івановський був важко поранений невідомими на вулиці, доставлений у шпиталь, але там залишений без лікарської допомоги і наступного дня помер.
Раніше замах на нього приписували шефу мінського СД Штрауху, або радянським або польським партизанам, а виконавців вважали невідомими. Історик Юрій Туронак вважає, що вбивство було організоване з відома і згоди в. о. генерального комісара Білорусі Курта фон Готберга — Радославом Островським, який змагався за вплив з Івановським. Називаються і прізвища виконавців . У деяких джерелах виконавцем убивства названо М. Васьковича, працівника Мінської міської управи і члена Білоруського наукового товариства, який згодом втік до радянських партизанів.
Поширена версія про вчинення замаху радянськими партизанами була прийнята, в силу різних причин, як у післявоєнній радянській історіографії, так і в білоруському емігрантському оточенні.

## Оцінки діяльності
Євген Хлябцевич і Броніслав Тарашкевич визначили Івановського як центральну фігуру білоруського життя в Петербурзі, а Максим Горецький — як вождя руху національного відродження перед Першою світовою війною. Потім фігура Вацлава Івановського на багато років була викреслена з історії білоруської культури і національного руху. Згідно з директивами комуністичної влади Білорусі, його представляли ворогом народу. Засудження Івановського радянською владою було викликане не тільки його позицією часів німецької окупації, воно стосувалося всієї його діяльності в цілому. З 1990-х у погляді на цю суперечливу фігуру позначилися помітні корективи — в тому числі завдяки роботам польського історика Юрія Туронка.

## Вшанування пам'яті

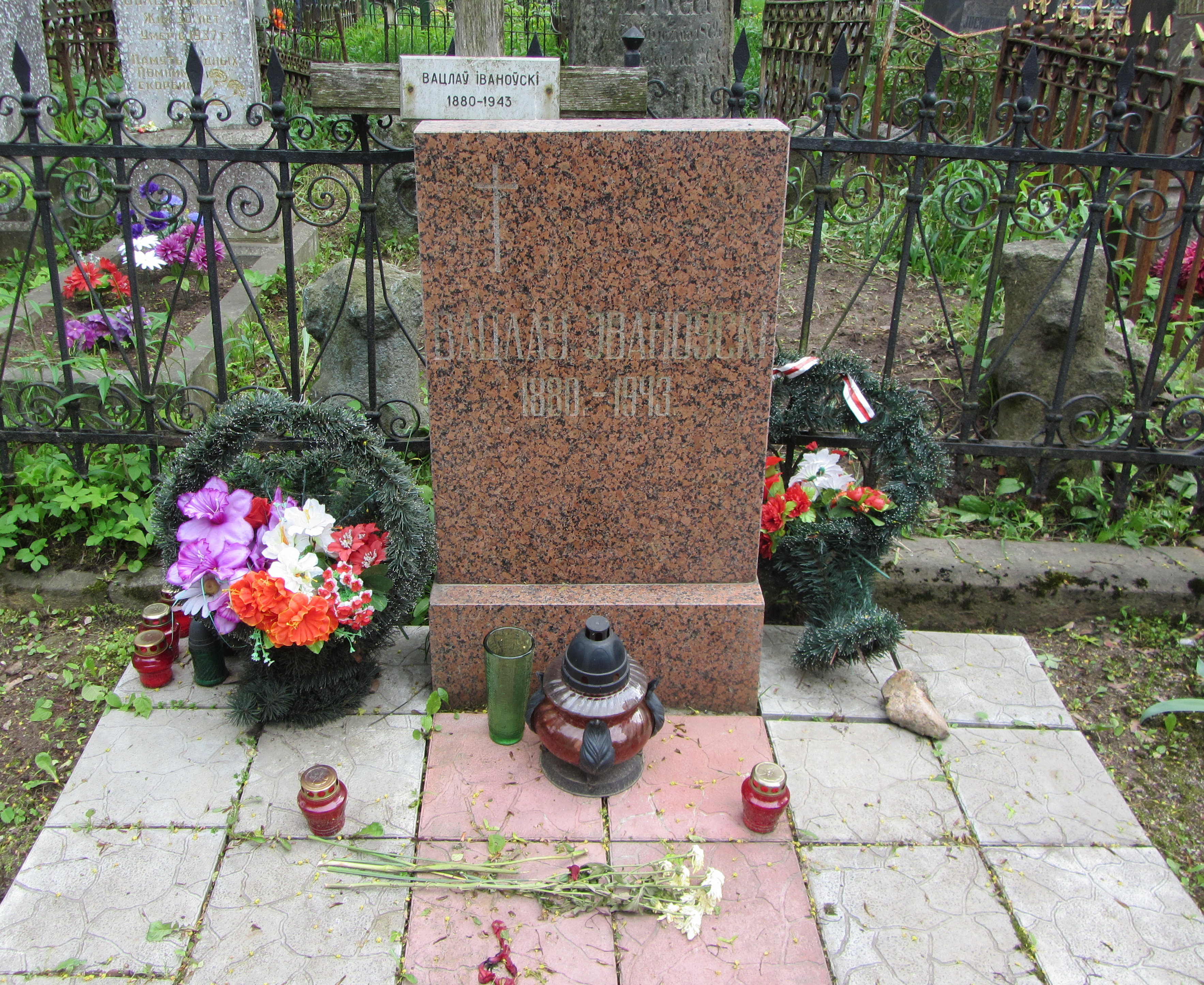
Могила Вацлава Івановського на Кальварійському цвинтарі

16 грудня 2006 відбулося урочисте відкриття надгробного пам'ятника Вацлаву Івановському. Силами громадських активістів на могилі проводять толоки, приносять квіти.